# 埃文 (緬因州)
埃文（英語：Avon）是一個位於美國緬因州富蘭克林縣的市鎮。

## 人口
根據2020年美國人口普查的數據，埃文的面積為107.87平方千米，當中陸地面積為107.20平方千米，而水域面積為0.67平方千米。當地共有人口450人，而人口密度為每平方千米4人。